# Ємельянов Владислав Віталійович
Владислав Віталійович Ємельянов (нар. 7 липня 1996, Харків, Україна) — український футболіст, півзахисник аматорської команди «Благо-Юність» (Верхня), яка виступає в Чемпіонаті Івано-Франківської області.

## Життєпис
Народився в Харкові. Вихованець молодіжної академії «Металіста». З 2013 року виступав за юнацьку U-19 команду харків'ян, також залучався до матчів молодіжної команди «Металіста».
Після розформування харківського клубу виступав за аматорський клуб «Квадро» (Первомайський) у чемпіонаті Харківської області, де зіграв 3 матчі. На початку сезону 2016/17 років перебував у заявці первомайського клубу на аматорський чемпіонат України, проте в цьому турнірі у футболці «Квадро» не зіграв жодного поєдинку.
На початку вересня 2016 року перейшов до новоствореного «Металіста 1925», який також стартував в аматорському чемпіонаті України. У цьому турнірі провів за харків'ян 20 матчів та відзначився трьома голами, чим допоміг команді стати срібним призером турніру та завоювати путівку до Другої ліги. На професіональному рівні дебютував за «Металіст 1925» 9 липня 2017 року в програному (2:2, в серії післяматчевих пенальті, 3:4) домашньому поєдинку 1-го попереднього раунду кубку України проти тернопільської «Ниви». Владислав вийшов на поле в стартовому складі та відіграв увесь матч. За харківський клуб у Другій лізі дебютував 15 липня 2017 року в програному (0:1) виїзному поєдинку 1-го туру проти СК «Дніпро-1». Ємельянов вийшов на поле в стартовому складі та відіграв увесь матч. Уперше у футболці «Металіста 1925» відзначився голом 5 серпня 2017 року на 23-й хвилині переможного (3:0) виїзного поєдинку 4-го туру групи Б Другої ліги проти сімферопольської «Таврії». Владислав вийшов на поле в стартовому складі та відіграв увесь матч. У сезоні 2017/18 років допоміг «Металісту 1925» завоювати бронзові нагороди чемпіонату та отримав путівку до Першої ліги.
На початку березня 2019 року відправився в оренду в «Полісся». Дебютував за житомирську команду 6 квітня 2019 року в переможному (2:0) домашньому поєдинку 18-го туру групи А Другої ліги проти тернопільської «Ниви». Ємельянов вийшов на поле в стартовому складі, на 16-й хвилині отримав жовту картку, а на 69-й хвилині його замінив Юрій Соломка. У Другій лізі у футболці «Полісся» зіграв 10 матчів. Наприкінці червня 2019 року залишив розташування житомирського клубу.
13 серпня 2019 року був заявлений за аматорський клуб «Тростянець».
17 червня 2020 року став гравцем охтирського «Нафтовика», що виступав в Чемпіонаті Сумської області та Чемпіонаті України серед аматорів.
Має ступінь магістра, закінчив кафедру інформаційно-мережної інженерії Харківського національного університету радіоелектроніки.

## Досягнення
«Металіст 1925»
- Друга ліга України
  -  Бронзовий призер: 2017/18

- Чемпіонату України серед аматорів
  -  Срібний призер: 2016/17